# Use Your Brain
Use Your Brain är det andra studioalbumet av det svensk-norska hårdrocksbandet (industrial rap-metal) Clawfinger. Det släpptes 1995 av MVG Records.

## Låtförteckning
1. "Power" – 3:14
2. "Pay the Bill" – 4:20
3. "Pin Me Down" – 4:10
4. "Wipe My Ass" – 3:13
5. "Die High" – 2:34
6. "It" – 5:21
7. "Do What I Say" – 4:25
8. "Undone" – 4:11
9. "What Are You Afraid Of" – 3:47
10. "Back to the Basics" – 2:27
11. "Easy Way Out" – 2:39
12. "Tomorrow" – 4:09

Bonusspår på 2004-utgåvan
1. "Better Than This" – 3:36
2. "Three Good Riffs" – 3:56
3. "Armageddon Down" – 3:36

## Medverkande
Musiker (Clawfinger-medlemmar)
- Zak Tell – sång
- Jocke Skog – keyboard, bakgrundssång, programmering
- Erlend Ottem – sologitarr
- Bård Torstensen – kompgitarr, bakgrundssång
- André Skaug – basgitarr

Bidragande musiker
- Ricard Netterman – percussion
- Sleepy (Patrik Elofsson) – vokal
- Freddie Wadling - vokal "Undone"

Produktion
- Clawfinger – producent
- Jacob Hellner – producent, ljudtekniker
- Adam Kviman – ljudtekniker
- Thomas Pettersson – ljudtekniker
- Stefan Glaumann – ljudmix
- Björn Engelmann – mastering
- Per Kviman – omslagsdesign
- André Hindersson – omslagsdesign
- Anti Wendel – foto